# Kaedan Korczak
Pour les articles homonymes, voir Korczak.
Kaedan Korczak (né le 29 janvier 2001 à Yorkton dans la province de la Saskatchewan au Canada) est un joueur professionnel canadien de hockey sur glace. Il évolue au poste de défenseur. Son frère Ryder est également professionnel.

## Biographie

### Carrière en club
En 2017, il commence sa carrière junior dans la Ligue de hockey de l'Ouest avec les Rockets de Kelowna. Il est choisi au 2e tour, en 41e position par les Golden Knights de Vegas lors du repêchage d'entrée dans la LNH 2019. En février 2021, il passe professionnel avec les Silver Knights de Henderson dans la Ligue américaine de hockey. Le 1er février 2022, il joue son premier match dans la Ligue nationale de hockey avec les Golden Knights de Vegas face aux Sabres de Buffalo. Le 2 janvier 2023, il enregistre son premier point, une assistance, face à l'Avalanche du Colorado. Il marque son premier but dans la LNH le 17 octobre 2023 face aux Stars de Dallas.

### Carrière internationale
Il représente le Canada en sélections jeunes.

## Statistiques

### En club
| Saison     | Équipe                      | Ligue      |    | Saison régulière | Saison régulière | Saison régulière | Saison régulière | Saison régulière |   | Séries éliminatoires | Séries éliminatoires | Séries éliminatoires | Séries éliminatoires | Séries éliminatoires |
| Saison     | Équipe                      | Ligue      | PJ | B                | A                | Pts              | Pun              | PJ               | B | A                    | Pts                  | Pun                  |                      |                      |
| 2017-2018  | Rockets de Kelowna          | LHOu       | 4  | 0                | 0                | 0                | 0                | 5                | 0 | 0                    | 0                    | 0                    |                      |                      |
| 2018-2019  | Rockets de Kelowna          | LHOu       | 67 | 3                | 13               | 16               | 44               | 4                | 1 | 3                    | 4                    | 0                    |                      |                      |
| 2019-2020  | Rockets de Kelowna          | LHOu       | 68 | 4                | 29               | 33               | 64               | -                | - | -                    | -                    | -                    |                      |                      |
| 2020-2021  | Rockets de Kelowna          | LHOu       | 60 | 11               | 38               | 49               | 27               | -                | - | -                    | -                    | -                    |                      |                      |
| 2021-2022  | Rockets de Kelowna          | LHOu       | 15 | 3                | 5                | 8                | 23               | -                | - | -                    | -                    | -                    |                      |                      |
| 2020-2021  | Silver Knights de Henderson | LAH        | 11 | 0                | 2                | 2                | 8                | 5                | 1 | 0                    | 1                    | 0                    |                      |                      |
| 2021-2022  | Silver Knights de Henderson | LAH        | 47 | 2                | 12               | 14               | 28               | 2                | 0 | 0                    | 0                    | 12                   |                      |                      |
| 2021-2022  | Golden Knights de Vegas     | LNH        | 1  | 0                | 0                | 0                | 0                | -                | - | -                    | -                    | -                    |                      |                      |
| 2022-2023  | Golden Knights de Vegas     | LNH        | 10 | 0                | 2                | 2                | 0                | -                | - | -                    | -                    | -                    |                      |                      |
| 2022-2023  | Silver Knights de Henderson | LAH        | 50 | 4                | 10               | 14               | 60               | -                | - | -                    | -                    | -                    |                      |                      |
| 2023-2024  | Golden Knights de Vegas     | LNH        | 26 | 1                | 8                | 9                | 8                | -                | - | -                    | -                    | -                    |                      |                      |
| 2023-2024  | Silver Knights de Henderson | LAH        | 26 | 1                | 8                | 9                | 28               | -                | - | -                    | -                    | -                    |                      |                      |
| Totaux LNH | Totaux LNH                  | Totaux LNH | 37 | 1                | 10               | 11               | 8                | -                | - | -                    | -                    | -                    |                      |                      |

### En équipe nationale
| Année | Compétition                          |   | PJ | B | A | Pts | Pun | +/-               |  | Résultat |
| 2019  | Championnat du monde moins de 18 ans | 7 | 0  | 1 | 1 | 4   | 0   | Quatrième place   |  |          |
| 2021  | Championnat du monde junior          | 7 | 0  | 1 | 1 | 2   | +5  | Médaille d'argent |  |          |